# Gleichmäßig bester Test
Ein gleichmäßig bester Test (GB-Test), gleichmäßig trennschärfster Test, gleichmäßig schärfster Test, gleichmäßig mächtigster Test, oder kurz bester Test ist ein spezieller statistischer Test in der Testtheorie, einem Teilgebiet der mathematischen Statistik. Gleichmäßig beste Tests zeichnen sich dadurch aus, dass die Wahrscheinlichkeit für einen Fehler 1. Art immer unter einer vorgegebenen Grenze liegt, gleichzeitig aber die Wahrscheinlichkeit für ein Fehler 2. Art kleiner ist als die jedes weiteren Tests, der ebenfalls die vorgegebene Grenze für den Fehler 1. Art einhält. Nachteil an gleichmäßig besten Tests ist, dass sie im Gegensatz zu anderen Klassen von optimalen Schätzern wie strengen Tests und Maximin-Tests nur unter sehr eingeschränkten Rahmenbedingungen existieren.
Teils findet sich auch die Bezeichnung als UMP-Test, die aus dem Englischen von Uniform Most Powerful (gleichmäßig trennschärfster bzw. gleichmäßig mächtigster) abgeleitet ist.

## Definition
Gegeben sei ein Statistisches Modell {\displaystyle ({\mathcal {X}};{\mathcal {A}},(P_{\vartheta })_{\vartheta \in \Theta })} sowie eine disjunkte Zerlegung von {\displaystyle \Theta } in Nullhypothese {\displaystyle \Theta _{0}} und Alternative {\displaystyle \Theta _{1}}. Sei {\displaystyle {\mathcal {T}}_{\alpha }} die Menge aller statistischen Tests zum Niveau {\displaystyle \alpha }, das heißt alle Statistiken
{\displaystyle \Phi \colon {\mathcal {X}}\to [0,1]},
für die
{\displaystyle \sup _{\vartheta \in \Theta _{0}}\operatorname {E} _{\vartheta }(\Phi )\leq \alpha }
gilt. Sei
{\displaystyle G_{\Phi }(\vartheta ):=\operatorname {E} _{\vartheta }(\Phi )}
die Gütefunktion des Tests {\displaystyle \Phi }. Der Test {\displaystyle \Psi \in {\mathcal {T}}_{\alpha }} heißt dann ein gleichmäßig bester Test (oder gleichmäßig trennschärfster Test) zum Niveau {\displaystyle \alpha }, wenn für alle weiteren {\displaystyle \Phi \in {\mathcal {T}}_{\alpha }} die Trennschärfe von {\displaystyle \Psi } größer ist als die Trennschärfe von {\displaystyle \Phi }. Es gilt also
{\displaystyle G_{\Psi }(\vartheta )\geq G_{\Phi }(\vartheta )\quad \mathrm {f{\ddot {u}}r\;alle\;} \vartheta \in \Theta _{1}}.
Alternativ kann ein gleichmäßig bester Test auch definiert werden als derjenige Test, dessen Gütefunktion auf der Alternative mit der einhüllenden Gütefunktion (englisch envelope power function) von {\displaystyle {\mathcal {T}}_{\alpha }} übereinstimmt.

## Existenz
Gleichmäßig beste Tests müssen im Allgemeinen nicht existieren. Wichtigstes Hilfsmittel zur Herleitung von Existenzaussagen und zur Konstruktion von gleichmäßig besten Tests ist das Neyman-Pearson-Lemma, das teils auch das Fundamentallemma der mathematischen Statistik genannt wird.

### Einfache Hypothesen
Für Tests mit einfachen Hypothesen, also einer einelementigen Nullhypothese und einer einelementigen Alternative liefert das Neyman-Pearson-Lemma die Existenz eines gleichmäßig besten Tests zu einem vorgegebenen Niveau {\displaystyle \alpha }. Dieser Test ist der Neyman-Pearson-Test, ein Likelihood-Quotienten-Test. Einzige zusätzliche Voraussetzung ist die Existenz der Wahrscheinlichkeitsdichtefunktionen von Nullhypothese und Alternative.
Nach dem Lemma von Stein konvergiert die Trennschärfe des Neyman-Pearson-Tests mit exponentieller Geschwindigkeit bei wachsender Stichprobengröße gegen {\displaystyle 1}.

### Einseitige Tests
In einparametrigen Modellen mit monotonem Dichtequotient in {\displaystyle T} existiert ein gleichmäßig bester einseitiger Test zu einem vorgegebenen Niveau {\displaystyle \alpha }, also ein Test bei dem Nullhypothese und Alternative von der Form
{\displaystyle \Theta _{0}=\{\vartheta \in \Theta \,|\,\vartheta \leq \vartheta _{0}\}\quad {\text{ und }}\quad \Theta _{1}=\{\vartheta \in \Theta \,|\,\vartheta >\vartheta _{0}\}}
sind. Dabei ist {\displaystyle \Theta \subset \mathbb {R} } und {\displaystyle \vartheta _{0}} eine vorgegebene Zahl aus {\displaystyle \Theta }. Der Test ist dann gegeben durch
{\displaystyle \Phi (x):={\begin{cases}0&{\text{ falls }}\quad T(x)<c\\l&{\text{ falls }}\quad T(x)=c\\1&{\text{ falls }}\quad T(x)>c\end{cases}}}.
Dabei sind {\displaystyle c,l} so zu wählen, dass die Bedingung {\displaystyle \operatorname {E} _{\vartheta _{0}}(\Phi )=\alpha } erfüllt ist. Des Weiteren ist die Gütefunktion monoton. Bei einem Vertauschen von Nullhypothese und Alternative kehren sich die kleinergleich/größergleich-Zeichen um.
Eine große Verteilungsklasse mit monotonem Dichtequotient ist die einparametrische Exponentialfamilie (wenn die Parameterfunktion {\displaystyle \eta } monoton ist oder die Familie in natürlicher Parametrisierung vorliegt).
Das Ergebnis über beste einseitige Tests leitet sich direkt aus dem Neyman-Pearson-Lemma ab: Aufgrund der Monotonie des Dichtequotienten ist der Test von {\displaystyle \vartheta _{0}} gegen {\displaystyle \vartheta } für alle {\displaystyle \vartheta \in \Theta _{1}} ein gleichmäßig bester Test, somit ist {\displaystyle \Phi } ein gleichmäßig bester Test von {\displaystyle \vartheta } gegen {\displaystyle \Theta _{1}}. Da man zeigen kann, dass die Gütefunktion monoton ist, hält der Test für alle {\displaystyle \vartheta \in \Theta _{0}} das Niveau {\displaystyle \alpha } ein und ist somit ein gleichmäßig bester Test zum Niveau {\displaystyle \alpha } von {\displaystyle \Theta _{0}} gegen {\displaystyle \Theta _{1}}.

### Weitere Aussagen
Weitere Existenzaussagen erhält man beispielsweise durch die Einschränkung auf kleinere Klassen von Tests wie unverfälschte Tests, für diese lassen sich Aussagen beispielsweise mithilfe von ähnlichen Tests herleiten.

## Verwandte Begriffe
Der zum gleichmäßig besten Test duale Begriff für Konfidenzbereiche (im Sinne der Dualität von Tests und Konfidenzbereichen) ist der gleichmäßig bester Konfidenzbereich.